# Le Partage du fleuve
Le Partage du fleuve est un documentaire français réalisé par Xavier Liébard et tourné en septembre 2013. Construit sous la forme d'un film mosaïque, il interroge la complexité de la création d'un territoire et le jeu de rapports de force autour d'un estuaire, celui de la Loire.

## Synopsis
Les estuaires, parce qu'ils représentent un accès privilégié à l'intérieur du continent, ont longtemps été livrés aux intérêts économiques et marchands. Mais l'avènement d'une conscience écologiste dans les années 1970 a considérablement changé la donne. Sur ces territoires longtemps restés inaccessibles, le constat était accablant : disparition des zones humides, modification du cours du fleuve, l'emprise économique avait été trop forte. L'estuaire de la Loire, à l'image des autres estuaires, est devenu un symbole majeur des rapports de force qui se nouent dans nos sociétés entre nature et industrie.
Faut-il amorcer un retour à la nature ? Privilégier les secteurs économiques au nom de l'emploi ? Sans jamais prendre parti, le réalisateur part à la rencontre des acteurs majeurs de cet estuaire, afin de mieux comprendre les contradictions et les oppositions qui se nouent entre eux. Cogestion d'équilibriste dans un espace réputé fragile, l'estuaire de la Loire est le symbole de la complexité de nos sociétés modernes qui souhaitent réconcilier tous les possibles.

## Histoire
Si l'estuaire de la Loire a longtemps été le point d'entrée principal pour accéder au port de Nantes, l'industrialisation à la fin du XIXe siècle a considérablement changé la donne. Les navires marchands n'ont cessé d'augmenter en capacité et en tonnages rendant de plus en plus complexe l'exploitation commerciale des marchandises à Nantes.
Le canal de la Martinière conçu pour sauver le commerce nantais a permis pendant une vingtaine d'années (1893-1913) que les navires contournent les dangereux bancs de sable après le port de Paimbœuf. Mais l'arrivée de puissantes dragueuses à vapeur a très vite rendu ce canal obsolète. Désormais il était possible de creuser à nouveau le lit de la Loire. Les nombreux bateaux de commerce pouvaient à nouveau rejoindre le port de Nantes. Ce sauvetage ne dura qu'un temps, puisque les navires qui remontaient la Loire ne cessaient d'augmenter en tirant d'eau. Pour sauver l'estuaire de la Loire, qui n'a cessé d'être dégradé par le dragage, Il fallait repenser entièrement la logique du fleuve et reporter l'activité économique plus en aval du fleuve, là où les grands bateaux pouvaient accoster plus facilement.
Au fil du XXe siècle, une grande partie de l'activité industrielle nantaise a été reportée à l'embouchure du fleuve à Saint-Nazaire, reléguant la construction maritime nantaise aux bateaux de moyen tonnage.
Marquant la fin d'un chapitre de plusieurs millénaires, l'activité de construction navale s'est définitivement arrêtée à Nantes avec la fermeture des chantiers Dubigeon en 1987.
Désormais, il fallait repenser la fonction fluviale de la ville de Nantes et l'ouvrir à d'autres activités comme le tourisme et la plaisance.
Dans les années, 1970, sur l'estuaire de la Loire, la population s'est exprimée sur les propositions d'infrastructures nouvelles. Deux projets d'envergure sont imaginés par les élus, un projet de centrale nucléaire au carnet (1974-1997) et le projet d'extension du port à Donges. Après de longues luttes entre les deux parties, les deux projets sont abandonnés après plus de 20 ans d'opposition.

## Chiffres clés
L'estuaire de la Loire s'étale sur une soixantaine de kilomètres. Il commence à la remontée mécanique de la marée au niveau d'Anetz (près d'Ancenis) et finit sa course dans l'océan atlantique aux portes de Saint-Nazaire.
Arrive à l'océan, la Loire a parcouru plus de 1 000 kilomètres avant de se jeter dans la mer.

## Fiche technique
- Production : Olivier Roncin
- Réalisation : Xavier Liébard
- Image : Xavier Liébard
- Son : Jean-François Maître, Gilbert Gouzaire, Pierrick Coheleac'h
- Monteuse : Hélène Blanpain
- Musique originale : Vincent Jack[3]
- Format : Full Hd
- Genre : documentaire
- Date de diffusion : 17 janvier 2015 sur France 3[4]
- Durée : 53 minutes

## Distribution
- Joël-Guy Batteux : maire de Saint-Nazaire de 1983 à 2008
- Guy Bourlès : président de la Ligue de protection des oiseaux de Loire-Atlantique[5]
- Guy Ronsin et Auguste Simon : pêcheurs aux carrelets à Corsept
- Christophe Dougé[6] : conseiller régional Europe Écologie Les Verts de 2010 à 2015
- Franck Latraube[7] : ornithologue
- Martine Staebler : directrice du GIP Loire Estuaire[8] de 1998 à 2008
- Hubert Lebuhotel : adjoint d’exploitation Ligérienne des transports[9]
- Alain Meresse : pêcheur en Loire
- Éric Gueddes, Phillipe Combes : Syndicat intercommunal de chasse au gibier d'eau de Basse-Loire[10]
- Jean Relet [11]: ancien ouvrier des chantiers navals de Nantes[12]
- Nathan Levinson : régisseur de la Biennale Estuaire[13]
- Jean Blaise : directeur du Voyage à Nantes[14]
- Jean-Pierre Chalus : président du directoire du Port maritime Nantes Saint-Nazaire[15]